# Helastia cinerearia
Helastia cinerearia là một loài bướm đêm trong họ Geometridae.